# Quinquennat présidentiel en France
Pour les articles homonymes, voir Quinquennat.

Résultats départementaux du référendum de 2000 sur le quinquennat :
Oui (+ de 75 %)
Oui (72,5-75 %)
Oui (70-72,5 %)
Oui (50-70 %)

Le quinquennat présidentiel ou simplement quinquennat est, en France, une période de cinq ans correspondant à la durée du mandat du président de la République. Sous la Cinquième République, cette durée est définie par l'article 6 de la Constitution de 1958. Fixée en 1873 à sept ans (septennat), elle est ramenée à cinq ans en 2000 par une loi constitutionnelle consécutive au référendum sur le quinquennat présidentiel organisé par le président Jacques Chirac. Cette réforme n'est appliquée qu'à l'élection présidentielle suivante, en 2002, qui voit Jacques Chirac réelu devenir le premier président de la République à effectuer un quinquennat (2002-2007). Il sera ensuite limité à deux mandats consécutifs par la révision constitutionnelle de 2008.

## Mise en place du quinquennat

### Chronologie

#### Le quinquennat, une question ancienne
L'idée d'un mandat présidentiel d'une durée de cinq ans est évoquée par des parlementaires en 1848, lors de l'instauration de la fonction de président de la République française ; la durée de quatre ans est finalement retenue dans la Constitution française de 1848. Le quinquennat est à nouveau évoqué en 1873, lors des hésitations qui entourent la fixation de la durée du mandat présidentiel à l'orée de la Troisième République, par le rapporteur de la loi, le député et jurisconsulte Laboulaye. Le septennat est finalement instauré et il faut attendre un siècle pour que cette idée réapparaisse.
Le Programme commun adopté en 1972 par le Parti socialiste et le Parti communiste français prévoit la mise en place du quinquennat, en précisant qu’un délai suffisant doit être prévu entre l'élection du président et celles des députés, pour éviter toute simultanéité.

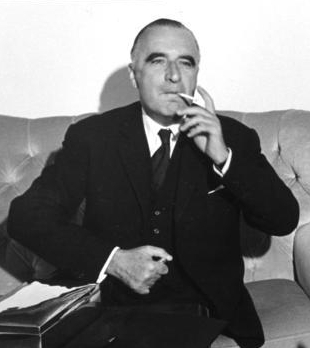
Le président Pompidou échoue à instaurer le quinquennat en 1973.

Le projet de réduire le mandat présidentiel de sept à cinq ans est envisagé par le président Georges Pompidou. Après avoir été présenté en Conseil des ministres, le projet de loi est adopté par l'Assemblée nationale le 16 octobre 1973, par 270 voix contre 211, puis par le Sénat, par 162 suffrages contre 112. Toutefois, la majorité des trois cinquièmes, nécessaire pour adopter une révision constitutionnelle, n'étant pas assurée, le président de la République renonce à convoquer le Congrès. Il est plausible que Pompidou fit cette réforme face au fait qu'il était gravement malade et souhaitait achever son mandat en raccourcissant l'échéance. Le destin fera que le président Pompidou, du fait de son décès en cours de mandat, effectuera en pratique un quinquennat (1969-1974), comme avant lui le second président de la Quatrième République, René Coty (1954-1959) du fait de sa démission pour laisser la place à la Cinquième République.
François Mitterrand, qui avait critiqué les institutions de la Cinquième République en 1964 dans Le Coup d'État permanent, se prononce en faveur du quinquennat ou d'un septennat non renouvelable dans 110 propositions pour la France, son programme pour l'élection présidentielle de 1981. Tenant compte de la situation engendrée par la première cohabitation de l'histoire de la Cinquième République (1986-1988), il crée la Commission Vedel le 2 décembre 1992 pour qu'elle fasse des propositions de réformes constitutionnelles, faute d'organiser le référendum auquel il avait d'abord songé. Dans son rapport rendu en 1993, la commission opte, entre autres, pour un mandat plus court, énumérant différentes pistes, mais sans se prononcer explicitement pour une solution ; le quinquennat y est seulement évoqué parmi d'autres hypothèses. Aucune réforme n'est finalement lancée. Un sondage BVA du 18 novembre 1991 estime que 83 % des Français voteraient en faveur du quinquennat, et 72 % d'entre eux estiment que François Mitterrand devrait s'appliquer à lui-même la réforme. Lors du débat de l'entre-deux tours de la présidentielle de 1995, Lionel Jospin se prononce pour le quinquennat, tandis que Jacques Chirac, qui l'emportera, ne se prononce pas.
Sans compter la prise en considération du très long mandat du président Mitterrand à l'échéance de ses deux septennats, la question rebondit à l'occasion de la deuxième cohabitation (1993-1995), puis de la troisième (1997-2002). Pour éviter pareilles situations, souvent jugées inconciliables avec l'esprit de la Cinquième République, certaines personnalités politiques et commentateurs politiques souhaitent l'instauration d'une « présidence de législature » (président et députés élus simultanément pour cinq ans).

#### De l'opposition initiale du président Chirac à son initiative personnelle
Lire en ligne

Lire sur Légifrance

Interrogé sur le quinquennat, Jacques Chirac s'y montre d'abord hostile. Il déclare ainsi, lors de l'interview du 14 juillet 1999 : « Le quinquennat serait une erreur, et donc je ne l'approuverai pas ». En fait, cette réponse visait surtout l'hypothèse de la coïncidence temporelle avec le mandat parlementaire. Il semble aussi que le président craignait d'être dans l'obligation d'approuver une réforme qui écourterait son premier mandat. C'est la raison pour laquelle l'ancien président Valéry Giscard d'Estaing attend le bon moment pour proposer le quinquennat par la voie parlementaire, en mai 2000, au-delà des cinq premières années du mandat du président Chirac, sachant qu'il trouvera l'appui implicite du Premier ministre Lionel Jospin, qui s'était engagé sur cette réforme lors de la campagne législative précédente.
Finalement, le 24 septembre 2000, en pleine cohabitation sous le gouvernement Jospin, le peuple français est consulté sur l'instauration du quinquennat, à l'initiative de Jacques Chirac, qui a accepté de soutenir la proposition initiale de loi de Giscard d'Estaing, reprise formellement par le Premier ministre Lionel Jospin. Votée et adoptée d'abord, comme le prévoit la Constitution (article 89), par chacune des deux assemblées, la réforme est présentée à la ratification populaire par la voie du référendum, ce qui était le choix personnel du président de la République. C'est une première sous la Cinquième République puisque, malgré la lettre de l'article 89 de la Constitution qui ne prévoit une autre voie que par exception, les autres réformes constitutionnelles ont toutes été ratifiées par le Congrès réuni à Versailles.

#### Référendum sur le quinquennat présidentiel
Le quinquennat est approuvé par 73,21 % des suffrages exprimés, mais dans un contexte de très forte abstention : seulement 30 % des électeurs se sont déplacés, dont 16 % ont voté blanc ou nul (presque 2 millions). Ce sont finalement 7,4 millions seulement, sur les 40 millions de Français inscrits sur les listes électorales, qui ont approuvé ce passage au quinquennat.
Cette réforme s'applique pour la première fois à la suite de l'élection présidentielle de 2002. Jacques Chirac, réélu, est ainsi le premier président de la République à effectuer un quinquennat.

### Une réforme difficile, à la fois attendue et circonstancielle

#### D'une durée finalement consensuelle à sa critique
La durée du mandat qui prévalait jusque-là était de sept ans. Cependant, le septennat n'avait été décidé que pour permettre la prise de fonction du président monarchiste, le maréchal Patrice de Mac Mahon, dans des circonstances politiques particulières de marchandage entre monarchistes et républicains où le maréchal avait ainsi tranché par souci du compromis entre une durée de cinq ans et une durée de dix ans. Néanmoins, la longueur de ce mandat étant devenue inoffensive sous les régimes monistes qu'étaient la Troisième et la Quatrième République, le septennat perdura, y compris dans la Constitution de 1958.
Sous la Cinquième République, le septennat a cependant fait l'objet de critiques dès l'instant où le président de la République, disposant déjà de pouvoirs importants, était élu au suffrage universel direct (établi en 1962 et pratiqué pour la première fois en 1965). En effet, seul le mandat de Chefs d'État constitutionnellement effacés était aussi long ou plus long (le septennat du président italien actuel ou le mandat à vie du monarque anglais, par exemple). Déjà singulier en soi, le septennat français apparaissait donc comme anachronique dans une démocratie parlementaire d'autant que le général de Gaulle fut le seul à tempérer sa durée en cherchant à religitimer son mandat périodiquement lors des référendums-plébiscites qu'il organisa à cet effet. La critique rebondit avec la survenance de trois cohabitations, la longueur du mandat étant jugée responsable du décalage entre la légitimité présidentielle et la légitimité législative qui, elle, est renouvelée tous les cinq ans.

#### La durée: une difficulté technique tranchée par les circonstances politiques
Il n'était pas aisé techniquement de trancher la question, s'agissant de la durée à retenir et de ses modalités, le cas échéant. À ce propos était évoqué l'exemple américain qui est de quatre ans. Mais c'était aussi la durée du mandat en 1848 du premier président de la République française, le prince Louis-Napoléon Bonaparte (article 45 de la constitution), qui avait laissé un mauvais souvenir. Pour sa part, le président Mitterrand, lors de l'installation de la Commission Vedel, avait fait savoir que sa préférence allait au mandat d'une durée plus longue que celle d'un député (cinq ans), et au moins aussi longue que celle d'un maire ou d'un conseiller général (c'est-à-dire six ans). Fallait-il plutôt un mandat à la durée inchangée mais non reconductible ; voire, associer les deux dispositifs, réduction et mandat unique, ou renouvelable une fois, comme le souhaitait le président Giscard d'Estaing dans sa proposition de loi en faveur d'un quinquennat ? Même les experts de la commission Vedel n'avaient pas tranché.
Finalement le quinquennat semble l'avoir emporté, non seulement parce que le président Chirac était sans doute ravi d'emboîter le pas de son mentor en politique, le président Pompidou, mais surtout parce que la perspective de sa réélection s'inscrivait dans un climat politique difficile sous-tendue par le rapport de force que le Premier ministre Jospin et l'ancien président Giscard d'Estaing avaient su établir en faveur d'une réforme dont la préoccupation du moment était d'éviter la cohabitation. Le calendrier de la réforme impliquait que le président Chirac s'appliquerait le quinquennat à lui-même en cas de réélection, sans doute aussi avec l'arrière pensée que cela la servirait.

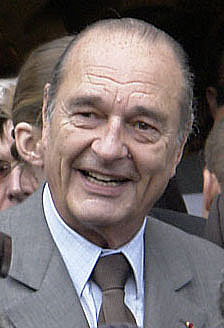
Le président Chirac fit adopter le quinquennat et fut son premier bénéficiaire

#### Contenu et limites de la réforme de 2000
Du point de vue technique, le président Chirac entame et accepte finalement une double réforme, l'une constitutionnelle, l'autre électorale. Il s'agissait d'abord d'aligner le mandat présidentiel sur celui des députés (cinq ans) par la révision constitutionnelle et, en même temps, de s'assurer de la synchronisation des deux élections par une loi électorale, en profitant des circonstances qui offraient par coïncidence la simultanéité voulue entre les deux élections. À cette occasion, on changea aussi l'ordre du calendrier. Ainsi, désormais, les élections législatives interviennent deux mois après l'élection du Président de la République française. On présuppose donc que dans un intervalle de temps aussi court, l'opinion publique ne change pas. Le Président a ainsi plus de chance d'avoir une assemblée de sa couleur politique et ainsi de pouvoir mener son programme comme il le souhaite.
En revanche, la réforme initiale ne revient pas sur les possibilités en théorie illimitées de se représenter à l'élection présidentielle, ni sur les autres aspects du mandat présidentiel qui demeurent identiques, s'agissant par exemple des causes d'interruption du mandat (art 7 et 68) et des conséquences pour le nouveau président qui bénéficie d'un quinquennat entier.
Les circonstances politiques particulières qui ont prévalu dans cette réforme expliquent sans doute ses insuffisances quant aux objectifs annoncés.

## Incertitudes liées au quinquennat

### Des objectifs de la réforme non garantis

#### L'hypothèse d'une présidence longue toujours possible
Contrairement, par exemple, aux États-Unis, où il n'est possible d'effectuer que deux mandats, la réforme de 2000 n'a pas remis en cause le principe d'un quinquennat renouvelable sans limitation, même si, en pratique, dans l'histoire de la République, aucun président n'a encore effectué plus de deux mandats. Ils ne sont pas nombreux à avoir été réélus : sur 21 présidents, tel est seulement le cas de Jules Grévy et d'Albert Lebrun sous la Troisième République, et du Général de Gaulle, de François Mitterrand, de Jacques Chirac (ces deux derniers présidents ayant été les seuls pour l'heure à effectuer deux mandats complets) et d'Emmanuel Macron sous la Cinquième. Cependant, sous cette dernière République, le mandat moyen a tendance à s'allonger : neuf ans et six mois, contre cinq ans et quatre mois sous la Troisième République. La réduction du mandat à cinq ans pouvait ainsi paradoxalement permettre de mieux envisager l'hypothèse d'un troisième mandat, soit 15 ans au total contre 14 ans auparavant pour le président Mitterrand qui a effectué deux septennats. C'était pourtant en partie (dans l'argumentation) pour éviter un mandat si long que le quinquennat fut instauré.
Toutefois, à la suite des travaux de la commission Balladur, la réforme des institutions adoptée en juillet 2008, à l'initiative du président Sarkozy, instaure la limitation à deux mandats consécutifs. Le président français peut néanmoins rester une décennie entière au pouvoir en cas de réélection, contre seulement huit années pour le président américain, par exemple. Rien n'interdit encore qu'il se représente pour un troisième et quatrième mandats après un quinquennat d'interruption, à l'image, par exemple, de Vladimir Poutine en Russie.

#### La possibilité de cohabitation toujours présente?
Les partisans du passage au quinquennat comptent sur la simultanéité (en fait, proximité : 2 mois après) des élections présidentielle et législatives pour que se dégage dans une même unité de temps, une même majorité politique lors de chacun des deux scrutins ; bien qu'ils n'aient nullement éliminé tous les risques de cohabitation par ailleurs.
En fait il n'y a pas simultanéité, contrairement à ce qui se passe aux Etats-Unis, où les électeurs ne connaissent pas le nom du Président élu au moment où ils votent aussi pour leurs députés et sénateurs renouvelables. Les situations où un Président démocrate est élu en même temps qu'un Congrès républicain (ou réciproquement), sont alors fréquentes : Obama n'a eu un congrès démocrate que durant 2 des 8 années de sa présidence, Trump aura un congrès démocrate en 2019. Par contre en France, cela n'a jamais lieu et, pour l'instant, la réforme a atteint son but : majorité présidentielle et législative coïncident ; d'autant plus que, lors des législatives, les électeurs déçus des résultats de la présidentielle s'abstiennent beaucoup plus que ceux qui sont satisfaits, comme en témoigne le nombre de votants constatés depuis cette réforme constitutionnelle (votants aux 2nd tours de chaque élection) qui montre un maintien élevé de participation à la présidentielle, mais une désaffection croissante et préoccupante aux législatives :
- pour mémoire avant la réforme : 80 % à la présidentielle de 1995, 71 % aux législatives de 1997 (-9 pts)
- 2002 : 80 % à la présidentielle, 60 % aux législatives (-20 pts)
- 2007 : 84 % à la présidentielle, 60 % aux législatives (-24 pts)
- 2012 : 80 % à la présidentielle, 55 % aux législatives (-25 pts)
- 2017 : 75 % à la présidentielle, 42 % aux législatives (-33 pts).

Une situation de cohabitation pourrait exister néanmoins, même en dehors de l'aléa électoral.
- En premier lieu, il est toujours envisageable, en cas de situation politique partagée et incertaine, d'enregistrer deux votes contradictoires. Le vote concentrique caractérisant l'élection présidentielle n'est en effet comparable qu'avec prudence avec le caractère éclaté des élections législatives qui sont éparpillées en autant de candidats, de personnalités et de situations particulières qu'il y a de circonscriptions. Il pourrait donc y avoir un président et une assemblée de couleur politique différente, notamment en cas d'élection présidentielle très serrée ou de recomposition du paysage politique avec l'irruption d'un nouveau parti comme en 2017.
- Il est aussi possible d'assister à un basculement de majorité en cours de législature, en particulier justement lorsque la majorité parlementaire est numériquement faible; cela serait d'autant plus envisageable qu'une réforme du scrutin législatif, introduisant par exemple une dose de proportionnelle (comme cela est régulièrement proposé)[12] peut aboutir à de très courtes majorités instables. De même, l'empêchement provisoire d'un président ou tout autre circonstance interne ou externe pourraient amener l'assemblée à basculer en fonction des nouvelles exigences politiques.
- En outre, il existe un certain nombre d'hypothèses constitutionnelles pouvant rompre la coïncidence entre l'élection présidentielle et les élections législatives. Sauf à interrompre simultanément le mandat de l'un dès lors que le mandat de l'autre s'interrompt (solution à exclure), il y aura décalage dans le temps entre les deux élections, même si on rétablit la coïncidence la fois d'après. Or c'est précisément ce décalage dans le temps, entre l'électorat d'un moment et celui de la période suivante, qui est susceptible le plus sûrement d'ouvrir la voie à une situation conduisant à la cohabitation. Cinq hypothèses constitutionnelles obligeant à une élection anticipée peuvent ainsi être dénombrées. Quatre conduisent à une élection présidentielle anticipée : démission, décès, autres cas de vacance (disparition, absence) ou empêchement définitif du président en exercice (article 7 de la Constitution)[13]. La cinquième provoque une élection législative anticipée en cas d'exercice du droit de dissolution de l'Assemblée nationale par le Président de la République (article 12 de la Constitution)[14]. Telle est d'ailleurs l'origine de la cohabitation de 1997, indifférente à la durée du mandat présidentiel. Notons que, même si en pratique son usage devrait se raréfier, on ne saurait se priver ni du droit de dissolution, ni de son exercice, sans remettre en cause le régime parlementaire dont il est l'un des mécanismes essentiels. Par ailleurs, on peut se référer à la démission du président de Gaulle en 1969 et au décès du président Pompidou en cours de mandat en 1974 pour souligner que l'hypothèse de la vacance n'est pas seulement théorique.

Le risque de cohabitation n'est donc pas totalement écarté par cette réforme, mais il est fortement réduit. Ceci renforce la nature « présidentielle » du régime, bien au-delà de ce qu'avait souhaité le général de Gaulle.

### Une réforme à la portée institutionnelle incertaine
L'instauration du quinquennat ne vise en soi aucun changement institutionnel, si ce n'est de réduire les risques de cohabitation et de mandat très long. Pourtant certains vont jusqu'à prédire à terme un changement de régime.

#### Vers un changement de régime?
Il n'a évidemment pas été choisi par hasard de voter d'abord pour le Président puis, deux mois plus tard, pour l'Assemblée nationale. Ceci semble vouloir affirmer l'idée d'un exécutif plus fort que le législatif, le second vote devenant une confirmation du premier, ce qui ne fait qu'entériner la situation de fait qui existe au moins depuis 1962.
Aujourd'hui, ceci oblige aussi les candidats, puis les députés de la majorité à une allégeance plus forte en début de mandat, mais fait au contraire courir le risque d'une rébellion plus vive en fin de mandat vis-à-vis d'un président éventuellement usé et nettement plus lié qu'auparavant à sa majorité parlementaire, dont il est le véritable leader, du moins tant qu'il a la faveur des sondages. En sera-t-il dépendant ultérieurement ? Les débuts de la présidence de Nicolas Sarkozy qui traduisent une « présidence de gouvernement » tiennent sans doute autant à sa personnalité qu'à la nécessité de tirer les leçons de la nouvelle donne politique née de l'instauration du quinquennat, ce que n'avait pas fait le précédent président. Seul l'avenir confirmera si le style de cette présidence est inhérent à l'instauration de cette « présidence de législature » évoquée plus haut, et quels en sont les risques pour le chef de l'État comme pour la stabilité politique du pays. Il est seulement possible d'observer que la seconde moitié du quinquennat du président Sarkozy semble conférer au Premier ministre, fort du soutien de sa majorité parlementaire, une influence croissante face à un président en première ligne, affaibli dans les sondages, comme tendent à le montrer les remaniements ministériels de novembre 2010 et juillet 2011, où les choix du premier ministre semblent avoir prévalu.
Les interrogations sont nombreuses quant à l'impact réel du quinquennat sur les institutions. La pratique « sarkozienne », qui semble finalement s'être imposée au président Hollande malgré lui, et au président Macron qui semble en avoir pris la mesure, rend perceptible le fait que le quinquennat pourrait bien entraîner de tels changements qu'ils induiraient par ricochet un changement de régime. On évoque ainsi la nécessité d'une gouvernance plus directe au sommet de l'État qui pourrait se traduire à terme de manière radicale par le remplacement du Premier ministre par un vice-président et pourquoi pas, une évolution vers un régime présidentiel. Cela permettrait de conjuguer simultanément la réforme avec une revalorisation du Parlement (par ailleurs amorcée par la révision constitutionnelle de juillet 2008), d'effacer simultanément l'anachronisme que constitue dans un régime parlementaire, l'élection du chef de l'État au suffrage universel direct et de prendre acte, de facto, de la fin du régime parlementaire compte tenu de la désuétude, tant de la responsabilité devant le Parlement, que celle, dans une moindre mesure, de la dissolution. Telle serait l'une des hypothèses en faveur d'une sixième République. Il demeure que, comme le soulignait en 2000 Didier Maus, président de l'Association française des constitutionnalistes, il faudrait modifier formellement certains éléments du système constitutionnel français pour véritablement voir le quinquennat se conjuguer avec une évolution institutionnelle aussi radicale.

#### Une incompatibilité annoncée

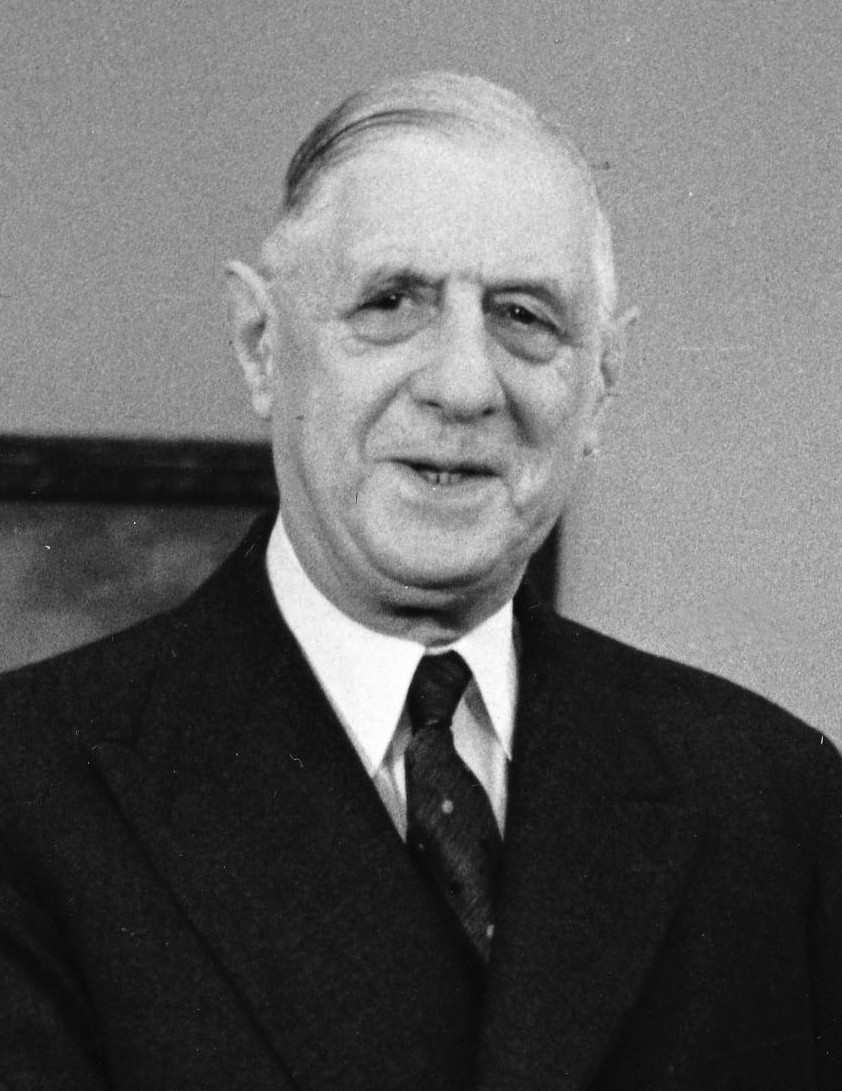
Le général de Gaulle jugeait le quinquennat incompatible avec l'esprit de la.

Le fait de lier la date des élections présidentielles à la date des élections à l'Assemblée nationale avait été considéré comme néfaste par des hommes politiques en raison du changement que cela provoquerait sur le fonctionnement de la Cinquième République :
- par le général de Gaulle lui-même : « Parce que la France est ce qu'elle est, il ne faut pas que le président soit élu simultanément avec les députés, ce qui mêlerait sa désignation à la lutte directe des partis, altérerait le caractère (...) de sa fonction de chef d'État » (allocution du 31 janvier 1964).
- par le président Pompidou, pourtant favorable au quinquennat par ailleurs : « Aussi est-il souhaitable de ramener le mandat présidentiel à l'avenir à cinq ans, sans pour autant lier la date des élections présidentielles à la date des élections à l'Assemblée nationale, ce qui remettrait en cause l'esprit même des institutions et l'équilibre des pouvoirs publics » (10 septembre 1973)[19].
- par un fidèle des deux présidents, Edmond Michelet[20] : « Tout ce qui a pour objet de lier l'élection du chef de l'État à quelque chose qui ressemblerait à l'élection d'un chef de parti, à jumeler l'élection du chef de l'État avec celle d'une éventuelle majorité, est aberrant » (1971)[21].
- par le président Mitterrand qui, dans les recommandations qu'il donnait à la Commission Vedel qu'il avait créée, soulignait à propos de l'éventuelle révision du mandat présidentiel qu'il souhaitait : « N'oublions pas que le Président de la République a, en raison de l'article 5 (de la Constitution), un pouvoir d'arbitrage et qu'il n'est pas lié au changement de majorité parlementaire » (1992).

L'avenir de ce point de vue est donc encore incertain. Devant l'éventualité que le quinquennat préfigure un changement de régime, des voix se sont élevées pour réclamer le retour à un septennat non renouvelable, tandis que d'autres, comme la leader du parti socialiste de l'époque, Martine Aubry, se demandent en 2010 s'il est possible de changer une société en seulement cinq ans.

### Sources
(octobre 2012).
- Christophe Boutin et Frédéric Rouvillois, Quinquennat ou septennat, Flammarion - Dominos, septembre 2002, 125 p.,  (ISBN 2080357506),  (ISBN 978-2080357502)
- Collectif, Le Quinquennat, Dossier « spécial étudiants », RDP no 4, LGDJ-Montchrestien, 19 septembre 2000,  (ISBN 2275019928),  (ISBN 978-2275019925)
- Collectif, Réforme ou VIe République : quinquennat, Revue politique et parlementaire, PUF, 24 octobre 2000, 111 p.,  (ISBN 2857021232),  (ISBN 978-2857021230)
- Françoise Decaumont, Le Quinquennat, échec d'hier, solution de demain ?, Revue française de science politique, 1984, Vol. 34
- Simon-Louis Formery, La Constitution commentée article par article, Hachette supérieur, 9e édition, 2005
- Olivier Duhamel, Le Quinquennat, Col. Bibliothèque du Citoyen, Presses de Sciences Po, mai 1980, 128 p.,  (ISBN 2724608283),  (ISBN 978-2724608281)